# Grabbed by the Ghoulies
Grabbed by the Ghoulies è un videogioco a piattaforme tridimensionale, popolato da tipici mostri dell'orrore ma in stile cartone animato, sviluppato da Rare per la console Xbox nel 2003. Una versione rimasterizzata uscì solo all'interno della raccolta Rare Replay per Xbox One.

## Trama
Due ragazzi, Cooper e la sua fidanzata Amber, passano davanti al Maniero Ghoulhaven di proprietà del Barone Von Ghoul. La ragazza viene rapita dai Ghoulies, i mostri che abitano la casa, e portata all'interno. Cooper parte alla ricerca della ragazza, subito affiancato dai consigli del maggiordomo Crivens. Quando Cooper trova Amber, uno scienziato la trasforma in mostro, costringendo Cooper a trovare alcuni ingredienti affinché la cuoca del maniero possa creare una pozione per salvare Amber. Purtroppo la cuoca fa un errore e trasforma Amber in un mostro ancora più terribile e temibile come avversario. Dopo che Cooper riesce a batterla la cuoca prepara la zuppa giusta. Ritrasformata Amber, Cooper deve compiere un ultimo lavoro: entrare nella stanza privata del Barone e trovare la chiave per liberare altri ragazzi rinchiusi nelle stanze della casa. Raggiunta la camera del Barone, Cooper viene a conoscenza del fatto che Crivens altri non era che il barone. Faccia a faccia con quest'ultimo, Cooper lo affronta, sconfiggendolo e liberando tutti i ragazzi. Cooper e Amber riescono così a fuggire dalla casa, per raggiungere la città di Ghoulville, anch'essa popolata dai mostri.

## Modalità di gioco
Il gioco è ambientato interamente nel Maniero Ghoulhaven, fatta eccezione per alcune scene nel giardino di questa. Il giocatore controlla Cooper muovendolo e attaccando i mostri che incontra. In molte occasioni, il giocatore dovrà superare una sfida seguendo certi requisiti per aprire la porta e giungere nella stanza successiva. Se il giocatore manca a uno dei requisiti, seguirà l'apparizione della "Signora con la falce", che inseguirà Cooper e, se lo tocca, lo ucciderà.
Cooper può lottare a mani nude, ma anche afferrare oggetti che trova in giro o facilitarsi con alcuni potenziamenti, che ad esempio bloccheranno i mostri per alcuni secondi o lo renderanno più veloce per un tempo limitato.

## Personaggi
- Cooper: protagonista del gioco.
- Amber: la fidanzata del protagonista.
- Crivens: maggiordomo del Barone.
- Barone Von Monster: proprietario della casa.
- Tuttossa: aiutante della cuoca.
- Signor Scaramiccoli: un uomo che di tanto in tanto aiuta Cooper donandogli armi e consigli.
- Dottor Krakpot: lo scienziato pazzo che trasforma Amber in un mostro.
- Mamma Zuppa: la cuoca della villa, guarisce Amber dalla sua condizione di mostro.

## Seguito
Il finale aperto lascia la possibilità di un seguito, che però non venne mai realizzato, nonostante i creatori si fossero detti interessati a proseguire con un secondo capitolo.

## Colonna sonora
La colonna sonora è stata realizzata da Grant Kirkhope, compositore di molti altri giochi Rare, come Banjo-Kazooie e Perfect Dark. Per il gioco, Kirkhope ha creato un motivo molto sentito durante il gioco, che spesso cambierà a seconda della zona.

## Citazioni
- Nella sala trofei è possibile ammirare due versioni mostruose delle teste di Banjo e Kazooie. Nell'aula scolastica è inoltre presente un pesce rosso molto simile a Roysten, il pesce da compagnia di Banjo. Sempre nella classe è presente una lavagna sulla quale sono disegnate alcune mappe, di cui una è Treasure Trove Cove, uno dei mondi di Banjo-Kazooie. Sotto le mappe sono mostrate in sequenza 4 uova e la Chiave di Ghiaccio con un punto interrogativo accanto per fare riferimento al mistero dello Stop N Swop.
- Nelle varie stanze del maniero è possibile imbattersi in molti quadri raffiguranti personaggi della serie Banjo-Kazooie, Mr Pants del videogioco It's mr Pants e le locandine dei giochi Mire Mare e Knight Lore. Sono inoltre presenti numerose magliette raffiguranti Banjo e Kazooie e molti oggetti (ad esempio scatole, barattoli e confezioni) riportano i nomi di personaggi di altri videogiochi Rare.